# Sport Chavelines
O Sport Chavelines Juniors é um clube de futebol peruano do departamento de La Libertad, na província de Pacasmayo. Foi fundada em 13 de fevereiro de 1984 e participa da Segunda Divisão do Peru desde a temporada de 2020.